# Erik Eriksen

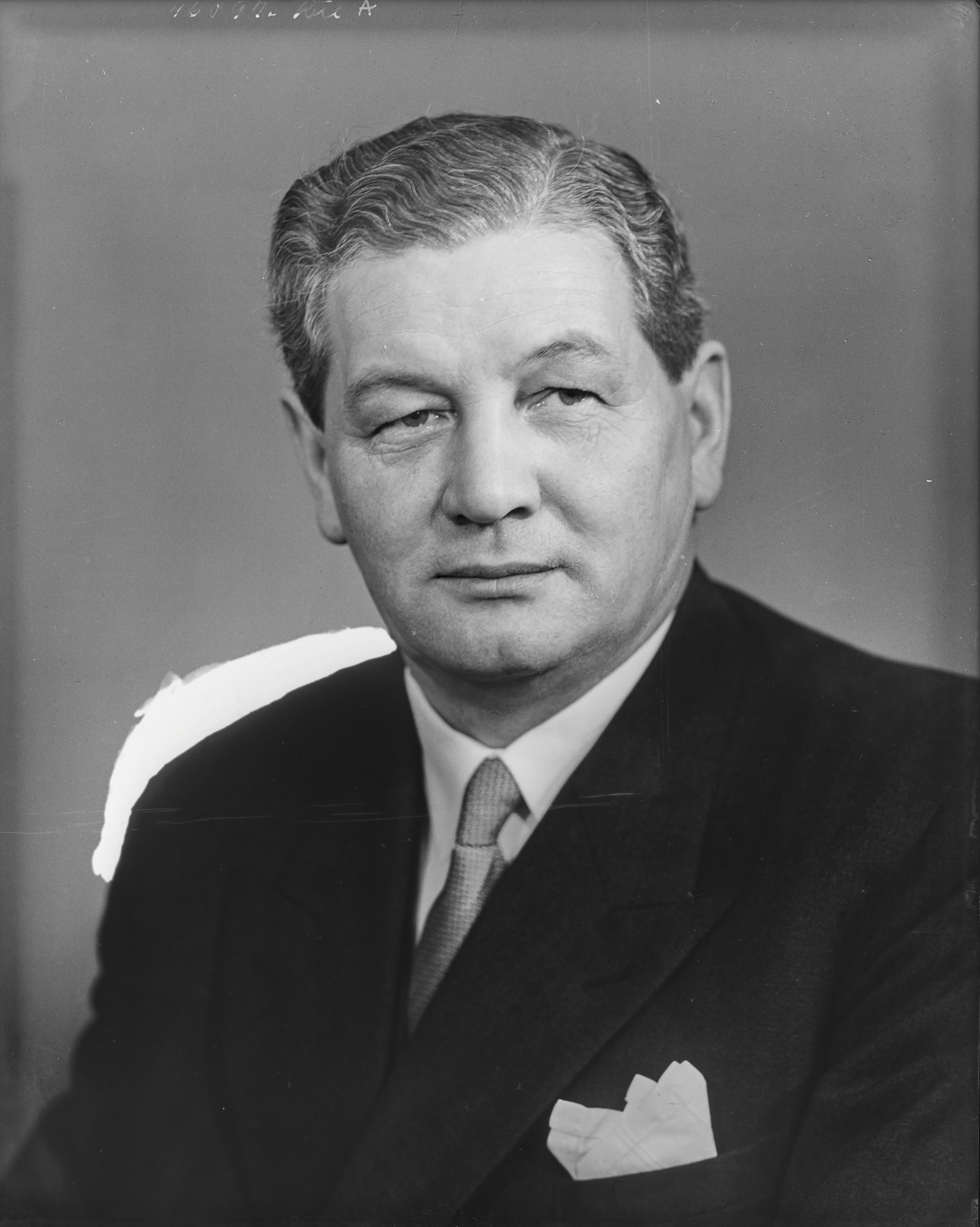
Erik Eriksen.

Erik Eriksen (Brangstrup, 20 november 1902 - Esbjerg, 7 oktober 1972) was een Deens politicus en eerste minister.

## Levensloop
Eriksen studeerde aan landbouwschool Dalum en werd dan ook landbouwer. Hij engageerde zich in de politiek als voorzitter van de jongerenafdeling van Venstre, een functie die hij uitoefende van 1929 tot 1932. In 1935 werd hij verkozen in de Folketing en van 5 mei 1945 tot 13 november 1947 was hij minister van Landbouw in de regeringen van Vilhelm Buhl en Knud Kristensen.
In 1950 werd Eriksen partijleider van Venstre en op 30 oktober datzelfde jaar werd hij eerste minister van een minderheidsregering bestaande uit Venstre en Det Konservative Folkeparti. De belangrijkste verwezenlijking van zijn regering was de herziening van de Deense grondwet, die in 1953, op dezelfde dag als de parlementsverkiezingen, in een referendum werd goedgekeurd. Ook voerde Eriksen verschillende hervormingen door. In juni 1951 werd de Huurwet ingevoerd, waarbij verschillende huurverhogingen werden toegestaan en de controle op huurhuizen en de huurbescherming van na 1939 gebouwde woningen werden uitgebreid. In 1952 voerde hij ook een wet over kindergeld in en in maart 1953 kwam er een wet die speciale behandelingen en assistentie voor poliopatiënten mogelijk maakten. Nadat het was mislukt om Zuid-Sleeswijk bij Denemarken te voegen, verliet voormalig partijleider van Venstre en eerste minister Knud Kristensen echter de partij en stichtte hij zijn eigen partij, de Onafhankelijken. Dit was een van de redenen waarom Venstre de parlementsverkiezingen van 1953 verloor. Vervolgens slaagde sociaaldemocraat Hans Hedtoft erin om een parlementaire meerderheid achter zich te krijgen, waarna die Eriksen op 30 september 1953 opvolgde als premier.  
Vanaf 1953 was Eriksen leider van de oppositie. In die positie probeerde hij toenadering te zoeken tot Det Radikale Venstre, maar zijn jarenlange alliantie met Det Konservative Folkeparti bleek daarvoor een obstakel te zijn. Om die reden trad hij in 1965 af als leider van zijn partij en werd hij opgevolgd door Poul Hartling. In 1956 was hij tevens de vierde voorzitter van de Noordse Raad. 
- Gemeinsame Normdatei: 11918575X
- International Standard Name Identifier: 0000 0000 3232 8589
- Library of Congress Control Number: n91067915
- Virtual International Authority File: 3275195
- WorldCat: E39PBJhdddxYdcrQBkKqf7YXVC